# Continents noirs
« Continents noirs » est le nom de la principale collection de littérature « se référant, sans s’y limiter, à une origine et une aspiration communes : l’Afrique »  des éditions Gallimard, fondée en 2000.

## Histoire
La collection Continents noirs a été souhaitée et créée en 2000 par l’éditeur Antoine Gallimard et l’écrivain traducteur Jean-Noël Schifano, écrivain-éditeur. L'idée de cette collection, suggérée à Antoine Gallimard par Jean-Noël Schifano est née  lors d'un déplacement commun au Gabon pour y animer un cycle de conférences. Les premiers ouvrages de cette collection ont été annoncés un an après ce déplacement au Gabon,. Pour Jean-Noël Schifano, « les écritures africaines (...) sont pleines de liberté, de grâce rebelle, d'invention, de force, sans joug dans les mises en joue des mots, de cette fluidité langagière et syntaxique souvent perdue en France et en Europe depuis le XVIIe siècle », et c'est cette inventivité et cette liberté littéraire qui devient un de ses critères majeurs de sélection de nouveaux auteurs pour cette collection.  Les cinq premiers auteurs et ouvrages (tirés entre 3000 et 4000 exemplaires) sont : La Révolte du Komo d'Aly Diallo, Le cri que tu pousses ne réveillera personne de Gaston-Paul Effa, Lagon, lagunes, de Sylvie Kandé avec une postface de l'écrivain martiniquais Edouard Glissant,  Histoire d'Awu de Justine Mintsa et L'Ivrogne dans la brousse d'Amos Tutuola. 
Cette collection Continents noirs - au pluriel - a, depuis, publié des auteurs de tous les continents. À sa création, la nouvelle collection de la rue Gaston Gallimard a été une des plus décriées de l’histoire de la maison Gallimard, certains journalistes lui reprochant d’être communautariste. Toutefois cette polémique cesse au fil des années avec la publication de livres qui démontrent que le point commun de tous les auteurs de cette collection est une certaine exigence littéraire,,.

## Exemples d'auteurs de la collection
- Gaëlle Bélem
- Ananda Devi
- Gaston-Paul Effa
- Emmanuel Genvrin
- Fabienne Kanor
- Justine Mintsa
- Scholastique Mukasonga
- Tidiane N'Diaye
- Jean-François Samlong
- Sami Tchak
- Amos Tutuola

## Repères
- Une partie des titres de la collection ont été repris au format poche dans la collection « Folio ».